# カール1世 (ヴュルテンベルク王)
カール1世（Karl I.、1823年3月6日 - 1891年10月6日）は、ヴュルテンベルク王国の第3代国王（在位：1864年 - 1891年）。ヴィルヘルム1世とその3番目の妃であったパウリーネ（1800年 - 1873年）の長男で、全名はカール・フリードリヒ・アレクサンダー（Karl Friedrich Alexander）。

## 生涯
カールは1823年3月6日にシュトゥットガルトで生まれ、ベルリンとテュービンゲンで学んだ。
1846年7月13日、カールはロシア皇帝ニコライ1世の皇女で又従姉にあたるオリガ（1822年 - 1892年）と結婚した。
1864年、父王ヴィルヘルム1世の死去を受けて王位に即いた。カール1世の治世中の1871年、ヴュルテンベルク王国はドイツ帝国の構成国の一つとなった。
1891年10月6日、カール1世はシュトゥットガルトで死去した。カールは同性愛者であったといわれており、高級副官のヴィルヘルム・フォン・シュピッツェンベルクや、アメリカ人説教師のチャールズ・ウッドコックら複数の男性と愛人関係にあった。王妃との間に嗣子はおらず、王位は従兄フリードリヒ王子と姉カタリーナ王女の息子であるヴィルヘルム2世が嗣いだ。
| カール1世 (ヴュルテンベルク王) ヴュルテンベルク家 1823年3月6日 - 1891年10月6日 |                                                  |                      |
| ドイツの君主                                                                   |                                                  |                      |
| 先代 ヴィルヘルム1世                                                           | ヴュルテンベルク王 1864年6月25日 – 1891年10月6日 | 次代 ヴィルヘルム2世 |